# Хёйер Ларсен, Поуль-Эрик
По́уль-Э́рик Хёйер Ла́рсен (дат. Poul-Erik Høyer Larsen; 20 сентября 1965, Эсбёндеруп, Грибсков) — датский бадминтонист и международный спортивный деятель, олимпийский чемпион 1996 года в одиночном разряде, один из трёх европейцев в истории, выигравших олимпийское золото в бадминтоне (наряду с Каролиной Марин и Виктором Аксельсеном). Трёхкратный чемпион Европы, многократный чемпион Дании. Играл левой рукой.
В 2007 году стал вице-президентом Датского союза бадминтонистов. В 2010 году возглавил европейскую федерацию бадминтона. 18 мая 2013 года был избран президентом Всемирной федерации бадминтона, став первым за 20 лет европейцем на этой должности. В 2014 году стал членом МОК.

## Выступления на крупнейших турнирах
Дебютировал на Олимпийских играх в 1992 году в Барселоне (бадминтон был впервые включён в программу Олимпийских игр), где дошёл до четвертьфинала и уступил будущему вице-чемпиону Арди Виранате из Индонезии со счётом 10-15 12-15.
В 1996 году в Атланте Поуль-Эрик достаточно неожиданно выиграл золото, победив в 5 матчах подряд, не проиграв в них ни одной партии. В четвертьфинале 30-летний датчанин разгромил олимпийского чемпиона 1992 года индонезийца Алана Будикусуму со счётом 15-5 15-9 (до этого Будикусума выиграл на Олимпийских играх 1992 и 1996 годов 8 подряд матчей со счётом 2:0); в полуфинале Хёйер обыграл ещё одного индонезийца Хариянто Арби 15-11 15-6, а в финале нанёс поражение китайцу Дун Цзюну (15-12 15-12). Золото Хёйера было в Атланте одним из четырёх, выигранных датчанами во всех видах спорта. Кроме того Поуль-Эрик стал в Атланте единственным европейцем-мужчиной, выигравшим медаль в бадминтоне.
В 2000 году в Сиднее 35-летний Поуль-Эрик уступил в первом же круге.
Успешно выступал Хёйер и на чемпионатах Европы: с 1990 по 2000 годы на 6 чемпионатах подряд он неизменно был в призёрах одиночного разряда, выиграв за это время 3 золота, 1 серебро и 2 бронзы. В 1996 году в составе команды Дании завоевал серебро Кубка Томаса — самого престижного командного турнира в мире бадминтона.